# Clyomys
Clyomys é um gênero de roedor da família Echimyidae.

## Espécies
- Clyomys laticeps (Thomas, 1909)
- †Clyomys riograndensis[1]